# Высшая лига КВН 1990
Сезон Высшей лиги КВН 1990 года — четвёртый сезон возрождённого телевизионного КВН.
В 1990-м сезон КВН впервые начался с фестиваля «КиВиН», прошёл он в городе Днепропетровске в начале года, и его главной целью было определение участников для нового сезона. Ими стали четыре опытные команды и четыре новичка. Также на фестивале команда ОГУ предложила присвоить Александру Васильевичу Маслякову титул «президента КВН».
Главным новшеством сезона был эксперимент с «внутренним голосом» Клуба — второе жюри, которое состояло из КВНщиков, не участвующих в данной игре. У них в распоряжении был один балл, который они могли в конце игры добавить командам (либо целиком, либо несколько десятых от него). Эксперимент был признан неудачным после скандала на первом полуфинале, когда «внутренний голос» вывел в лидеры команду, проигравшую по оценкам жюри.
Полуфиналы сезона 1990 прошли в прямом эфире, но после скандала со «внутренним голосом» на первом полуфинале, и международного политического скандала, вызванного шуткой «Одесских джентльменов» про «Самсунга, разрывающего пасть Ким Ир Сену» на разминке второго полуфинала, этот эксперимент был признан успешным, но не нужным.
Из-за результата первого полуфинала финал сезона игрался по особым правилам — чемпион определялся по каждому конкурсу. Однако чемпионом сезона всё-таки считается одна команда — «Одесские джентльмены», выигравшая в финале три конкурса, в то время, как соперники из ДПИ и ДГУ выиграли только по одному.
Сезон 1990 был первым, в котором оценки команд считались на компьютере на протяжении всего сезона (первой игрой, на которой оценки считались на компьютере был финал 1989).

## Состав
В сезон Высшей лиги 1990 были приглашены восемь команд, но одна из них, команда ЛПИ (Ленинград), которая впечатлила на фестивале, не смогла приехать на свой четвертьфинал, и отказалась от участия в сезоне. Их соперники по четвертьфиналу, воронежцы, прошли в полуфинал автоматически. В результате, в сезоне участвовало только семь команд:
1. КПИ (Киев)
2. ГАЗ (Нижний Новгород[1])
3. МАГМА (Москва)
4. ВИСИ (Воронеж) — второй сезон в Высшей лиге, начинают сезон с полуфинала
5. ДПИ (Донецк) — второй сезон в Высшей лиге
6. ДГУ (Днепропетровск) — второй сезон в Высшей лиге
7. Одесские джентльмены (Одесса) — второй сезон в Высшей лиге

Чемпионом сезона стала команда КВН «Одесские джентльмены».

## Игры

### Четвертьфиналы
Первый четвертьфинал
- Дата игры: 1 апреля
- Тема игры: Первое апреля
- Команды: Одесские джентльмены (Одесса), МАГМА (Москва)
- Жюри: Юлий Гусман, Сергей Шакуров, Виктор Мережко, Александр Ширвиндт, Михаил Державин, Ярослав Голованов
- Конкурсы: Приветствие («Дружеский шарж на самих себя»), Разминка («Верите ли вы, что…»), Литературный конкурс («Игрушки для розыгрыша»), Капитанский конкурс («Барон Мюнхгаузен»), Музыкальный конкурс («Магазин, в котором всё есть»), Домашнее задание («Смех, да и только!»), Внутренний голос

| Команда              | Приветствие | Разминка | общий | Литературный | общий | Капитанский | общий | Муз. конкурс | общий | ДЗ  | общий | Внутренний голос | Итого |
| -------------------- | ----------- | -------- | ----- | ------------ | ----- | ----------- | ----- | ------------ | ----- | --- | ----- | ---------------- | ----- |
| Одесские джентльмены | 6           | 3,7      | 9,7   | 3            | 12,7  | 4           | 16,7  | 4,8          | 21,5  | 6,2 | 27,7  | 0,4              | 28,1  |
| МАГМА                | 5,2         | 4,5      | 9,7   | 3,3          | 13    | 3,2         | 16,2  | 4,5          | 20,7  | 5,8 | 26,5  | 0,4              | 26,9  |

Результат игры:
1. Одесские джентльмены
2. МАГМА

- Игра прошла не в МДМ, а в концертном зале гостиницы «Орлёнок».
- Эфир начался с первоапрельского розыгрыша для телезрителей. В начале игры Масляков попросил Елену Богатову объявить финальный результат, после чего поздравил обе команды с ничьей (50 на 50), и попрощался с телезрителями до следующего эфира, тем самым создав впечатление, что они поздно включили телевизор, и что игра уже закончилась.
- Капитанский конкурс играли Светослав Пелишенко (ОГУ) и Василий Антонов (МАГМА).
- На этой игре выступили сатирики из Польши, но их выступление было показано в эфире второй игры сезона.

Второй четвертьфинал
- Дата игры: 30 апреля
- Тема игры: Пресса
- Команды: ДГУ (Днепропетровск), КПИ (Киев)
- Жюри: Ярослав Голованов, Аркадий Инин, Карен Шахназаров, Сергей Бабкин, Анатолий Ромашин, Юлий Гусман
- Конкурсы: Приветствие («Информация с мест»), Разминка («Дорогая редакция»), Музыкальный конкурс («Утром в газете — вечером в куплете»), Капитанский конкурс («Цензоры»), Домашнее задание («И теперь, о погоде…»), Внутренний голос

| Команда | Приветствие | Разминка | общий | Муз. конкурс | общий | Капитанский | общий | ДЗ  | общий | Внутренний голос | Итого |
| ------- | ----------- | -------- | ----- | ------------ | ----- | ----------- | ----- | --- | ----- | ---------------- | ----- |
| ДГУ     | 5           | 3,5      | 8,5   | 5            | 13,5  | 2,8         | 16,3  | 6,8 | 23,1  | 0                | 23,1  |
| КПИ     | 4           | 4,3      | 8,3   | 3,7          | 12    | 2,8         | 14,8  | 5,8 | 20,6  | 0                | 20,6  |

Результат игры:
1. ДГУ
2. КПИ

- «Внутренний голос» в конце игры ничего не добавил.
- Капитанский конкурс играли Яков Минасян (ДГУ) и Дмитрий Джангиров (КПИ).
- В музыкальном конкурсе команды по очереди должны были представлять свои песенные номера по мотивам новостей из газет, которые предложил им Александр Масляков.
- Команда ДГУ закончила своё домашнее задание песней «Лучше меньше, да лучше», на мотив песни Александры Пахмутовой и Николая Добронравова «Беловежская пуща». Именно в Беловежской пуще спустя полтора года было подписано соглашение о распаде СССР.

Третий четвертьфинал
- Дата игры: 16 июня
- Тема игры: Футбол
- Команды: ДПИ (Донецк), ГАЗ (Горький)
- Жюри: Ярослав Голованов, Аркадий Инин, Андрей Мягков, Сергей Бабкин, Юлий Гусман
- Конкурсы: Приветствие («Заявка на игру»), Разминка («Стандартные ситуации»), Музыкальный конкурс («Реклама спортивных лотерей»), Капитанский конкурс («Наука побеждать»), Домашнее задание («Футбольное обозрение»), Внутренний голос

| Команда | Приветствие | Разминка | общий | Муз. конкурс | общий | Капитанский | общий | ДЗ  | общий | Внутренний голос | Итого |
| ------- | ----------- | -------- | ----- | ------------ | ----- | ----------- | ----- | --- | ----- | ---------------- | ----- |
| ДПИ     | 5           | 4,8      | 9,8   | 4,2          | 14    | 3           | 17    | 5,6 | 22,6  | 0                | 22,6  |
| ГАЗ     | 5,4         | 5        | 10,4  | 4,2          | 14,6  | 2           | 16,6  | 5,2 | 21,8  | 0,7              | 22,5  |

Результат игры:
1. ДПИ
2. ГАЗ

- Игра была приурочена к чемпионату мира по футболу «Италия-90».
- Капитанский конкурс играли Михаил Агранат (ДПИ) и Евгений Морозов (ГАЗ).
- В музыкальном конкурсе дончане показали первый в КВН номер в стиле рэп «Спортлото-твист».
- На момент игры город Нижний Новгород, который представляла команда ГАЗ, ещё носил имя Горький.

### Полуфиналы
Первый полуфинал
- Дата игры: 6 октября
- Тема игры: Аномальные явления
- Команды: ДПИ (Донецк), ДГУ (Днепропетровск)
- Жюри: Виктор Мережко, Альберт Аксельрод, Сергей Муратов, Сергей Бабкин, Татьяна Догилева, Андрей Мягков, Юлий Гусман
- Конкурсы: Приветствие («Первый контакт»), Разминка («Фантастическая ситуация»), Музыкальный конкурс («Аномальные песни»), Капитанский конкурс («Выход из экстремальной ситуации»), Домашнее задание («Земля в иллюминаторе»), Внутренний голос

| Команда | Приветствие | Разминка | общий | Муз. конкурс | общий | Капитанский | общий | ДЗ  | общий | Внутренний голос | Итого |
| ------- | ----------- | -------- | ----- | ------------ | ----- | ----------- | ----- | --- | ----- | ---------------- | ----- |
| ДПИ     | 4,4         | 5,2      | 9,6   | 4            | 13,6  | 3,5         | 17,1  | 4,7 | 21,8  | 0,7              | 22,5  |
| ДГУ     | 5           | 4,2      | 9,2   | 4,8          | 14    | 3           | 17    | 5,4 | 22,4  | 0                | 22,4  |

Результат игры:
1. ДПИ
2. ДГУ

- Это первая игра, вышедшая в прямом эфире.
- В музыкальном конкурсе команды, как и во втором четвертьфинале, должны были представить музыкальные номера по мотивам странных новостных статей из газет, на этот раз про аномальные явления. Команда ДГУ исполнила песни «Лох-Несся», «Песня последнего из мужиков» и «Барабашка», а ДПИ исполнили песню о полтергейсте в Большом театре, которая закончилась словами «за взносы, что они за прошлый год собрали, гулял расформированный Обком»[2].
- Своё домашнее задание команда ДГУ закончила песней «Нам осталась одна забава».
- Капитанский конкурс играли Михаил Агранат (ДПИ) и Яков Минасян (ДГУ). Вопросы задавали из космоса Геннадий Манаков и Геннадий Стрекалов.
- На разминке этой игры прозвучала шутка ДПИ про барханы сахарного песка, по которым пачками гуляет «Кэмел».
- Игра закончилась скандалом после решения внутреннего голоса отдать победу в этой игре команде ДПИ, когда по решению жюри победила команда ДГУ.
- ДПИ стали первой командой, попавшей в финал в двух сезонах подряд.

Второй полуфинал
- Дата игры: 20 октября
- Тема игры: Бизнес и коммерция
- Команды: Одесские джентльмены (Одесса), ВИСИ (Воронеж)
- Жюри: Виктор Мережко, Альберт Аксельрод, Сергей Муратов, Сергей Бабкин, Михаил Мишин, Леонид Ярмольник, Юлий Гусман
- Конкурсы: Приветствие («Первое впечатление»), Разминка («Совместное предприятие»), Музыкальный конкурс («Музыкальная реклама дефицита»), Капитанский конкурс («Контрактные переговоры»), Внутренний голос, Домашнее задание («Конкурс красоты»)

| Команда              | Приветствие | Разминка | общий | Муз. конкурс | общий | Капитанский | общий | Внутренний голос | общий | ДЗ | Итого |
| -------------------- | ----------- | -------- | ----- | ------------ | ----- | ----------- | ----- | ---------------- | ----- | -- | ----- |
| Одесские джентльмены | 4,1         | 4        | 8,1   | 4,7          | 12,8  | 2,7         | 15,5  | 0,5              | 16    | 5  | 21    |
| ВИСИ                 | 3,4         | 4        | 7,4   | 4,2          | 11,6  | 3,8         | 15,4  | 0                | 15,4  | 4  | 19,4  |

Результат игры:
1. Одесские джентльмены
2. ВИСИ

- Эта игра, как и предыдущая, проходила в прямом эфире.
- Команды ОГУ и ВИСИ уже встречались в полуфинале в сезоне 1986/1987. Та встреча тоже закончилась победой одесситов.
- Внутренний голос на этой игре выставлял свои оценки перед оценками жюри за домашнее задание. Команда ДГУ решила не посылать своих представителей во второе жюри — их места остались пустыми.
- Капитанский конкурс играли Светослав Пелишенко (ОГУ) и Виктор Трофимов (ВИСИ).
- На разминке прозвучала шутка ОГУ «„Самсунг“, разрывающий пасть Ким Ир Сену». Имя Ким Ир Сена было вырезано из повтора, который на следующий день был показан на Дальний Восток, но дипломаты из Северной Кореи посмотрели игру в посольстве в Москве, и прислали ноту. Альберт Аксельрод после разминки сказал, что «за „Самсунг, разрывающий пасть“… надо снимать очки»[3]. В позднейших показах этой игры по телевидению имя Ким Ир Сена так и осталось вырезанным.
- Команда ОГУ на этой игре показала музыкальный конкурс в стиле популярного тогда сериала «Рабыня Изаура».

После двух полуфиналов было решено:
- Прекратить работу «Внутреннего голоса» Клуба.
- Пригласить принять участие в финале команду КВН ДГУ.
- На финальной игре определять чемпиона по каждому конкурсу.

### Финал
Дата игры: Декабрь
- Тема игры: Новогодний бал-маскарад
- Команды: Одесские джентльмены (Одесса), ДПИ (Донецк), ДГУ (Днепропетровск)
- Жюри: Леонид Ярмольник, Михаил Мишин, Татьяна Догилева, Виктор Мережко, Сергей Муратов, Ярослав Голованов, Юлий Гусман
- Конкурсы: Приветствие («Ба! Знакомые всё лица!»), Разминка, Музыкальный конкурс («Я Вас любил…»), Капитанский конкурс («Новогодние тосты»), Домашнее задание («Средь шумного бала»)

Результат игры:
1. Одесские джентльмены — чемпионы «Приветствия», «Музыкального конкурса» и «Домашнего задания»
2. ДПИ — Чемпионы «Капитанского конкурса»; ДГУ — чемпионы «Разминки»

Поскольку «Одесские джентльмены» выиграли три конкурса, они считаются чемпионами сезона 1990.
- На этой игре команды ДПИ и ДГУ показали пародии на популярное в то время на советском телевидении «Маппет-шоу».
- Приз за лучшую актёрскую работу получил в конце игры Сергей Сивохо из команды ДПИ.
- Капитанский конкурс играли Яков Минасян (ДГУ) и Михаил Агранат (ДПИ). Светослав Пелишенко (ОГУ) на эту игру приехать не смог, и одесситы решили отказаться от участия в конкурсе.
- Это единственный финал, в котором участвовали только украинские команды; и первый финал, из четырёх, в котором не было ни одной российской команды. В 1992-м до финала дошли команды из Азербайджана и Армении, но финала, как такового, не было; в 1994-м в финале играли две украинские команды и одна армянская; в 1997 году в финале играли украинская и армянская команды.
- Каждая команда-финалист участвовала в финале одного из трёх предыдущих сезонов Высшей лиги.

## Члены жюри
В сезоне 1990 игры Высшей лиги КВН судили 16 человек.
6 игр
- Юлий Гусман

4 игры
- Сергей Бабкин
- Ярослав Голованов
- Виктор Мережко

3 игры
- Сергей Муратов

2 игры
- Альберт Аксельрод
- Татьяна Догилева
- Аркадий Инин
- Михаил Мишин
- Андрей Мягков
- Леонид Ярмольник

1 игра
- Михаил Державин
- Анатолий Ромашин
- Сергей Шакуров
- Карен Шахназаров
- Александр Ширвиндт

## Видео
- Первый четвертьфинал Архивная копия от 23 декабря 2019 на Wayback Machine
- Второй четвертьфинал Архивная копия от 11 ноября 2019 на Wayback Machine
- Третий четвертьфинал
- Первый полуфинал Архивная копия от 2 января 2020 на Wayback Machine
- Второй полуфинал Архивная копия от 5 августа 2019 на Wayback Machine
- Финал Архивная копия от 14 апреля 2019 на Wayback Machine